# Elisabetta D'Afflisio Moreri
Elisabetta D'Afflisio Moreri, född 1715, död 1760, var en italiensk skådespelare. 
Hon hade en framgångsrik karriär som ledande skådespelare vid Teatro San Samuele i Venedig. Efter en skandal lämnade hon Venedig. Hon blev därefter ledare för ett eget teatersällskap som turnerade Norditalien. 